# Блейксбург (Айова)
Блейксбург (англ. Blakesburg) — місто (англ. city) в США, в окрузі Вапелло штату Айова. Населення — 274 особи (2020).

## Географія
Блейксбург розташований за координатами 40°57′43″ пн. ш. 92°38′5″ зх. д. / 40.96194° пн. ш. 92.63472° зх. д. (40.961973, -92.634802).  За даними Бюро перепису населення США в 2010 році місто мало площу 0,70 км², уся площа — суходіл.

## Демографія
Згідно з переписом 2010 року, у місті мешкало 296 осіб у 145 домогосподарствах у складі 84 родин. Густота населення становила 425 осіб/км².  Було 169 помешкань (243/км²).
Расовий склад населення:
| - 99,7 % — білих |

До двох чи більше рас належало 0,3 %. Частка іспаномовних становила 0,0 % від усіх жителів.
За віковим діапазоном населення розподілялося таким чином: 18,6 % — особи молодші 18 років, 57,8 % — особи у віці 18—64 років, 23,6 % — особи у віці 65 років та старші. Медіана віку мешканця становила 48,2 року. На 100 осіб жіночої статі у місті припадало 91,0 чоловіків;  на 100 жінок у віці від 18 років та старших — 81,2 чоловіків також старших 18 років.
Середній дохід на одне домашнє господарство  становив 38 408 доларів США (медіана — 32 500), а середній дохід на одну сім'ю — 48 924 долари (медіана — 51 500). За межею бідності перебувало 30,4 % осіб, у тому числі 54,5 % дітей у віці до 18 років та 4,9 % осіб у віці 65 років та старших.
Цивільне працевлаштоване населення становило 126 осіб. Основні галузі зайнятості: освіта, охорона здоров'я та соціальна допомога — 24,6 %, виробництво — 19,0 %, науковці, спеціалісти, менеджери — 14,3 %, мистецтво, розваги та відпочинок — 11,9 %.